# Толмачёв, Иннокентий Павлович
Иннокентий Павлович Толмачёв (англ. Innokenty Tolmachoff; 13 [25] апреля 1872, Иркутск — 17 января 1950, Cheswick, Пенсильвания) — русский и американский учёный-геолог, палеонтолог, исследователь Сибири и Севера, в 1922 году переехал в США.

## Биография
Родился 13 (25) апреля 1872 года в Иркутске, в семье русских переселенцев в сибирь.
В 1893—1897 годах учился на физико-математическом факультете Санкт-петербургского университета, получил дипломом первой степени.
В 1897—1899 годах работал в Геологическом кабинете Юрьевского университета.
Стажировался по петрографии у Ф. Циркеля в Лейпциге (1896), и по палеонтологии у К. Циттеля в Мюнхене (1899).
С 1899 года хранитель в Геологическом музее Императорской Академии наук в Санкт-Петербурге.
Выезжал во многие экспедиции: Кузнецкий Алатау (1898), руководитель Хатангской (1905), Чукотской (1909—1910) и Семиреченской (1914—1916) экспедиций, исследователь Северного Кавказа, Кольского полуострова, Семипалатинской области и Енисейской губернии (1917).
В 1913 году участвовал в 12 сессии Международного геологического конгресса в Канаде.
В 1916 году избран директором Высших географических курсов.
В 1920 году переехал в Иркутск, Кяхту, затем во Владивосток. Вице-директор Геологического комитета Дальнего Востока (ГКДВ).
В 1922 году переехал по приглашению в Питтсбурге, работал учёным-хранителем Музея Карнеги, и профессором геологии и палеонтологии Питтсбургского университета.
В 1945 году вышел на пенсию.
Скончался 17 января 1950 года на ферме Зосенти (Cheswick, Pennsylvania, штат Пенсильвания).

## Семья
Жёны:
1. с 1900 — Толмачёва-Карпинская, Евгения Александровна (1874—1963) — переводчик, историк геологии, дети: Павел (1901—1949) — химик, Александр (1903—1979) — ботаник[5].
2. до 1920 — Е. А. Захарьина[6], дети Елена и Борис жили в Нью-Йорке.
3. с 1920 — Marie Tolmachoff (в дев. McLaughlin), дети — Соня, Сандра, Иннокентий.

## Членство в организациях
- Русское палеонтологическое общество
- Русское географическое общество
- Американская ассоциация геологов-нефтяников
- Американский геофизический союз
- Геологическое общество Америки
- и другие.